# 플라티나 9 DISC
플라티나 9 DISC(プラチナ 9 DISC, PLATINA 9 DISC : PLATINUM 9 DISC)는 2009년 3월 18일에 발매된 모닝구무스메의 아홉 번째 정규 앨범이다.

## 개요
- SEXY 8 BEAT 이후 약 2년만에 발매된 정규 앨범이며, 쥰쥰, 링링이 가입한 후 첫 정규 앨범이기도 하다.

- 슬픔의 트와일라잇은, 요시자와 히토미, 후지모토 미키가 재적해 있을 때의 노래이다.

- M3, M4, M6, M7은 《모닝구무스메 콘서트 투어 2008 가을~리조난트 LIVE~》에서 선보인 곡이며, 라이브 DVD에 수록 되었다. DVD에서 M3는 New Arrangement, M6, M7은 코러스를 생략한 단축판이다.

- 초회한정반 DVD는 16:9 비율 (약 51분)로 수록되어 있다.
  - 울어버릴지도 몰라 (featuring 각 멤버 ver.)
  - 울어버릴지도 몰라울지도 몰라 (《Hello! Project 2009 Winter 원더풀 하츠~혁명 원년~》)
  - 연애 레볼루션21 (상동)

- 모닝구무스메의 정규 앨범 중 처음으로 오리콘 첫 등장 랭킹 TOP10에 진입하지 못한 앨범이기도 하다.

## 수록곡
1. SONGS
작사, 작곡 : 층쿠 / 편곡 : 다나카 나오
2. リゾナント ブルー
작사, 작곡 : 층쿠 / 편곡 : 스즈키Daichi히데유키
3. 雨の降らない星では愛せないだろう?
작사 : 층쿠, 정소인 (중국어) / 작곡 : 층쿠 / 편곡 : 유아사 고이치
4. Take off is now! (노래 : 다카하시 아이, 니이가키 리사, 다나카 레이나)
작사, 작곡 : 층쿠 / 편곡 : 다나카 나오
5. 泣いちゃうかも
작사, 작곡 : 층쿠 / 편곡 : 오쿠보 카오루
6. 私の魅力に 気付かない鈍感な人 (노래 : 미츠이 아이카)
작사, 작곡 : 층쿠 / 편곡 : 유아사 고이치
7. グルグルJUMP (노래 : 쿠스미 코하루, 쥰쥰, 링링)
작사, 작곡 : 층쿠 / 편곡 : 오쿠보 카오루
8. みかん
작사, 작곡 : 층쿠 / 편곡 : 스즈키Daichi히데유키
9. 情熱のキスを一つ (노래 : 다카하시 아이, 니이가키 리사, 다나카 레이나)
작사, 작곡 : 층쿠 / 편곡 : 스즈키Daichi히데유키
10. It's You (노래 : 미치시게 사유미)
작사, 작곡 : 층쿠 / 편곡 : 다나카 나오
11. 女に 幸あれ
작사, 작곡 : 층쿠 / 편곡 : 에가미 고타로
12. 片思いの終わりに (노래 : 카메이 에리)
작사, 작곡 : 층쿠 / 편곡 : 에가미 고타로
13. 悲しみトワイライト
작사, 작곡 : 층쿠 / 편곡 : 야마자키 준

## 참가 뮤지션
※괄호는 트랙 번호
- 다나카 나오 - 프로그래밍 (1,4,10)
- 다카하시 아이 - 코러스 (1, 2, 4, 5, 8, 9, 10, 11)
- 카메이 에리 - 코러스 (1, 11)
- 스즈키daichi히데유키 - 프로그래밍, 기타 (2, 9), 프로그래밍 (8)
- 가마다 고지 - 기타 (2, 3, 4, 5, 6, 7, 8, 9, 10, 11)
- 니이가키 리사 - 코러스 (2, 8, 9, 11)
- 다나카 레이나 - 코러스 (2)
- CHINO - 코러스 (2, 3, 5, 11)
- 층쿠♂ - 코러스 (2)
- 유아사 고이치 - 프로그래밍 (3)
- 오쿠보 카오루 - 프로그래밍 (3)
- 대가 무로야 스트링스 - 스트링스 (3)
- 모닝구무스메 - 코러스 (3)
- 다케우치 히로아키 - 코러스 (3)
- 미치시게 사유미 - 코러스 (5, 10)
- 쿠스미 코하루 - 코하루 (6)
- 링링 - 코러스 (7)
- 이나바 아쓰코 - 코러스 (12)

## 차트
다음은 오리콘 차트 기준 순위 및 판매량이다.
| 차트 | 순위 | 판매량 |
| ---- | ---- | ------ |
| 일일 | 10   | 19,143 |
| 주간 | 13   | 19,143 |